# メアリー・ブレア
メアリー・ブレア（Mary Blair、1911年10月21日 - 1978年7月26日）は、アメリカ合衆国オクラホマ州出身の芸術家。
ウォルト・ディズニー社の仕事で知られる。『不思議の国のアリス』の映画化作品など、ディズニーの数々の絵を作り上げた。

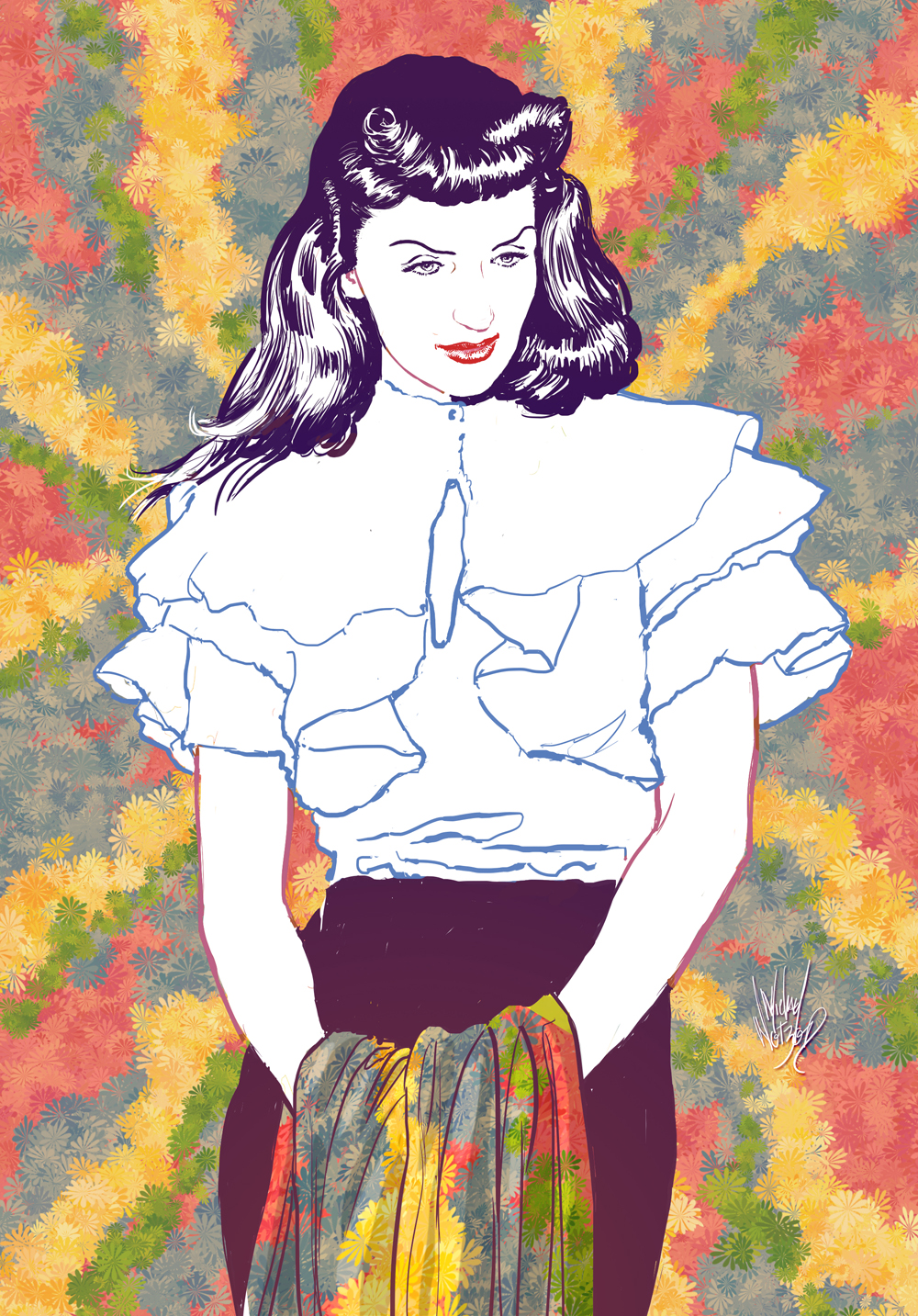
マイケル・ネッツァーによるメアリー・ブレアの肖像画

## 略歴
1911年、アメリカ合衆国オクラホマ州に生まれる。高校卒業後、サンノゼ州立大学に進学し、アーティストを目指すようになる。また、シュイナード芸術学校では水彩画を学ぶ。卒業後にリー・ブレアと結婚し、1939年、ウォルト・ディズニー・スタジオに所属する。
2年後に一時的に退職するが、すぐに復帰し、新作の製作のための南米視察旅行に参加する。この旅行中にウォルト・ディズニーに才能を認められ、ディズニーの作品に多くかかわるようになる。1953年に退社。その後、広告・イラストなどの世界に活動の幅を広げた。

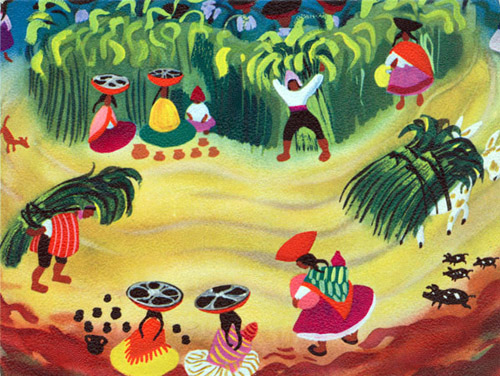
南アメリカ (1941)
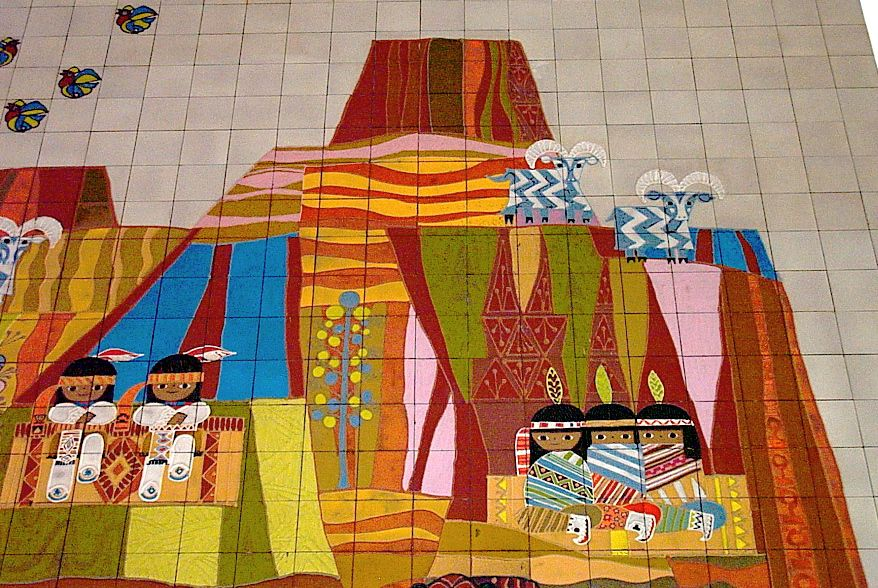
ディズニーズ・コンテンポラリー・リゾートのモザイク（1971年）
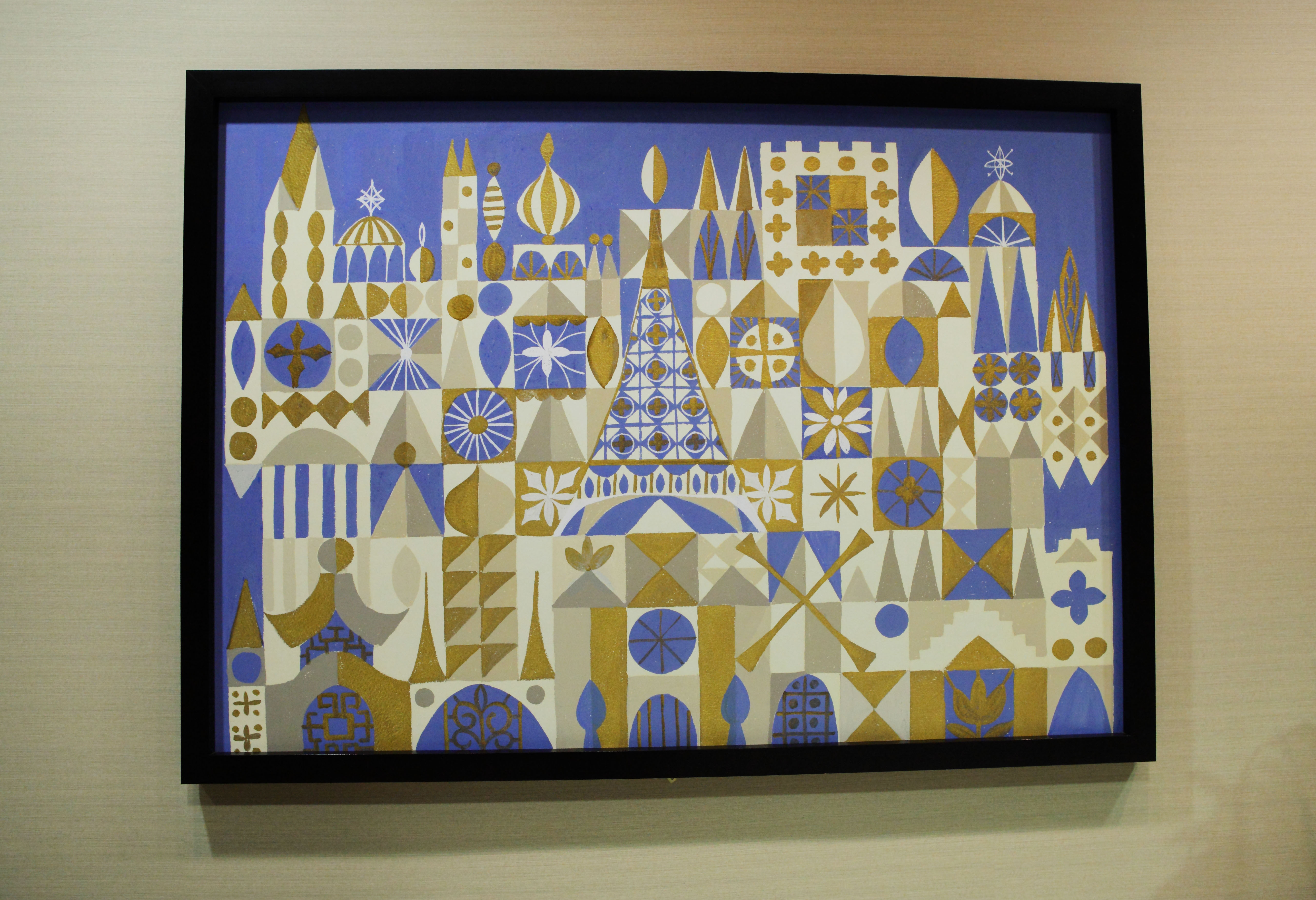
ディズニーランド ホテルに展示されたイッツ・ア・スモールワールドのコンセプトアート

## 製作に携わった作品
| アメリカ公開年 日本公開年 | 邦題 原題                                                   | 担当     | 備考                                                     |
| ------------------------- | ----------------------------------------------------------- | -------- | -------------------------------------------------------- |
| 1943年 1957年             | ラテン・アメリカの旅 Saludos Amigos                         | 色彩設計 |                                                          |
| 1945年 1959年             | 三人の騎士 The Three Caballeros                             | 色彩設計 |                                                          |
| 1946年                    | メイク・マイン・ミュージック Make Mine Music                | 色彩設計 |                                                          |
| 1948年                    | メロディ・タイム Melody time                                | 色彩設計 |                                                          |
| 1949年                    | わが心にかくも愛しき(私の心よ) So Dear to My Heart          | 色彩設計 |                                                          |
| 1949年                    | イカボードとトード氏 The Adventures of Ichabod and Mr. Toad | 色彩設計 | 日本未発売DVD「The Madcap Adventures of Mr. Toad」に収録 |
| 1950年 1952年             | シンデレラ Cinderella                                       | 色彩設計 |                                                          |
| 1951年 1953年             | ふしぎの国のアリス Alice in Wonderland                      | 色彩設計 |                                                          |
| 1953年 1955年             | ピーター・パン Peter Pan                                    | 色彩設計 |                                                          |
| 1959年 1960年             | 眠れる森の美女 Sleeping Beauty                              | 色彩設計 |                                                          |

## アトラクション製作
- ディズニーランド　－　イッツ・ア・スモールワールド（コンセプトアート）